# Liste der Baudenkmale in Klein Trebbow
In der Liste der Baudenkmale in Klein Trebbow sind alle denkmalgeschützten Bauten der mecklenburgischen Gemeinde Klein Trebbow und ihrer Ortsteile aufgelistet. Grundlage ist die Veröffentlichung der Denkmalliste des Kreises Nordwestmecklenburg mit dem Stand vom 16. September 2020. 

## Baudenkmale nach Ortsteilen

### Klein Trebbow
| ID  | Lage                                        | Bezeichnung | Beschreibung | Bild |
| --- | ------------------------------------------- | --- | --- | --- |
| 776 | Seestraße 55, Schmiedestraße 1, 3 5 (Karte) | Gutsanlage: Gutshaus mit Park und Teepavillon; Inspektorhaus, Hühnerhaus, drei Ställen und zwei Scheunen, Schmiede; Tagelöhnerkaten, Pflanzenaufzuchtshaus u. Gärtnerhaus | 2-geschossiges, 9-achsiges Gutshaus von 1865/68 mit zwei seitlichen, 3-geschossigen Türmchen im Stil der Neorenaissance nach Plänen von Hermann Willebrand für die Familie von Barner; umgeben von einem Landschaftspark; 1944 u. a. Begegnungsort von Claus Schenk Graf von Stauffenberg und Fritz-Dietlof von der Schulenburg | Gutsanlage: Gutshaus mit Park und Teepavillon; Inspektorhaus, Hühnerhaus, drei Ställen und zwei Scheunen, Schmiede; Tagelöhnerkaten, Pflanzenaufzuchtshaus u. Gärtnerhaus |

### Groß Trebbow
| ID  | Lage                             | Bezeichnung | Beschreibung | Bild   |
| --- | -------------------------------- | ----------- | --- | ------ |
| 662 | Pingelshagener Straße 20 (Karte) | Wohnhaus    | |        |
| 663 | Dorfstraße 22 (Karte)            | Pfarrhof    | |        |
| 664 | Dorfstraße 22 (Karte)            | Kirche      | Einschiffige Dorfkirche der Backsteingotik aus der Mitte des 15. Jahrhunderts ohne Turm aber mit freistehenden hölzernen Glockenstuhl; 1753, 1912 und 1962 umfassende Sanierungen; Innen: Flache Decke, Kanzel (1689) und barocker Altaraufsatz (1691) von Johann Friedrich Wilde, Orgel von 1855 | Kirche |

### Kirch Stück
| ID   | Lage                               | Bezeichnung                            | Beschreibung | Bild                                   |
| ---- | ---------------------------------- | -------------------------------------- | --- | -------------------------------------- |
| 755  | An der Chausseestraße 8/10 (Karte) | Kate                                   | |                                        |
| 759  | An der Chaussee                    | Wegezeichen                            | |                                        |
| 762  | (Karte)                            | Kirche mit Friedhof und zwei Mausoleen | Einschiffige, backsteingotische Kirche von um 1300 mit eingezogenem quadr. Chor mit Kreuzrippengewölbe; 3-geschossiger, quadratischer Westturm; Innen: diverse Glasmalereien, Schnitzaltar von um 1430/40. | Kirche mit Friedhof und zwei Mausoleen |
| 1596 | Flur 1, Flurstück 13 (Karte)       | Meilenstein                            | | Meilenstein                            |

## Ehemalige Denkmale

### Kirch Stück
| ID  | Lage                                   | Bezeichnung                                                                                   | Beschreibung | Bild |
| --- | -------------------------------------- | --------------------------------------------------------------------------------------------- | --- | ---- |
| 754 | An der Chausseestraße 5–9              | Wohnhaus und ehem. Schule                                                                     | |      |
| 756 | An der Chausseestraße 12/14/16 (Karte) | Kate                                                                                          | |      |
| 757 | An der Chausseestraße 13/15/17 (Karte) | Kate                                                                                          | |      |
| 758 | An der Chausseestraße 18/20 (Karte)    | Kate                                                                                          | |      |
| 760 | Grüner Weg 2–5 (Karte)                 | Kate                                                                                          | |      |
| 761 |                                        | Gutsanlage mit Gutshaus, Remise, Pferdestall, Kuhstall, Meierei, altem Schafstall und Scheune | 1-geschossiegr, unsanierter Fachwerksbau, nach hinten aufgestockt und verputzt; Gutsbesitz: u. a. Familie der Grafen Hahn |      |

## Quelle
- Denkmalliste des Landkreises Nordwestmecklenburg (Stand: 9. November 2023; PDF, 1,2 MByte)

- Karte mit allen Koordinaten:
- OSM |
- WikiMap